# Sieliszcze (gmina Ławaryszki)
Sieliszcze (lit. Sodybos) – osada na Litwie, w rejonie wileńskim, 3 km na wschód od Ławaryszek. W 2001 roku liczyła 16 mieszkańców.

## Historia
W dwudziestoleciu międzywojennym leżało w Polsce, w województwie wileńskim, w powiecie wileńsko-trockim, w gminie Mickuny.
Po II wojnie światowej w granicach Związku Sowieckiego. Od 1991 na niepodległej Litwie.